# Анципо-Чикунский, Лев Владимирович
Лев Владимирович Анципо-Чикунский (22 декабря 1898, село Темерязево, Курская губерния — 16 июня 1938, Лубянская тюрьма, Москва) — военный дипломат, инженер-флагман 3 ранга, военно-морской атташе при полпредствах СССР в Турции (январь 1928—1930), Италии и Греции (январь 1931 — сентябрь 1932). Заместитель начальника Управления вооружений Управления ВМС РККА (сентябрь 1932 — апрель 1934). Военно-морской атташе при полпредстве СССР в Италии и Греции (апрель 1934 — февраль 1936), Англии (февраль 1936—1937). Заместитель начальника отдела Главного морского штаба РККФ (1937 — январь 1938).

## Биография
Лев Владимирович Анципо-Чикунский родился 22 декабря 1898 года в селе Темерязево Старооскольского уезда Курской губернии. Согласно свидетельству, выданному Льву Владимировичу Анципо-Чикунскому в 1915 году на основании выписки из метрической книги, принято считать, что был он сыном Владимира Антоновича Анципо-Чикунского и Ольги Ивановны из Кирилловых.
В 1916 году Лев окончил мужскую гимназию в Темникове и в том же году поступил в Морское инженерное училище в г. Кронштадте. В июле 1917 года, в числе прочих курсантов училища, принимал участие в охране Временного правительства в Петрограде. После реорганизации училища, в июне 1918 года поступил на службу на линкор «Гангут» в качестве машиниста. Весной 1919 года был направлен на Петроградский фронт в составе отряда моряков Петробазы. Участвовал в боевых действиях Красной Армии против т. н. Северо-Западной армии генерала Н. Н. Юденича близ деревень Усть-Рудица, Таменгонт, Копорье, после чего вернулся к прежней должности на линкор «Гангут». Вторично был направлен на фронт осенью 1919 года, на сей раз принял непродолжительное участие в боях близ деревень Лигово, Горелово и далее по железной дороге, до Ораниенбаума, в составе бойцов бронепоезда № 38 («1-й Черноморский»), где исполнял обязанности телефониста. Весной 1920 года был направлен для продолжения образования в Соединенные классы специалистов командующего состава Флота при Военно-морской академии в Петрограде (электромеханический класс), в июне того же года вступил в РКП(б) (партийный билет № 80193). 17 декабря 1923 года был назначен на должность электротехника на эсминец «Троцкий». 27 сентября 1924 года был переведён на аналогичную должность на линкор «Марат», а 12 ноября 1925 года — на должность старшего электротехника на линкор «Парижская Коммуна». Электромеханический факультет Военно-морской академии окончил в 1927 году, после чего принял должность заведующего электростанцией Кронштадтского судоремонтного завода, которую исполнял вплоть до назначения военно-морским атташе при полпредстве СССР в Турции в январе 1928 года.
В конце 1930 года Лев Владимирович участие в работе Подготовительной комиссии Конференции по разоружению в Женеве, после чего был назначен на должность военно-морского атташе при полпредстве СССР в Италии. Пробыл в Италии до сентября 1932 года, неоднократно выезжая в служебные командировки в Женеву. С сентября 1932 года занимал должность заместителя начальника Управления вооружений Управления ВМС РККА. Будучи в этой должности, в октябре-ноябре 1933 года, сопровождал наркома обороны СССР К. Е. Ворошилова во время его визита в Турцию. Исполнял должность до апреля 1934 года, когда вторично получил назначение в Италию.
В 1934 году военно-морская группа и группа внешних сношений, через Импортное управление НКВТ, Отдел внешних заказов НКО при НКВТ и Управление Военно-Морских сил, произвели комплексную проверку состояния оборонных заказов СССР в Италии. Основанием для проверки послужили материалы, поступившие в ЦК ВКП(б) от уполномоченного КСК в Германии т. Карпова, секретаря парторганизации советских учреждений в Италии т. Рубинчика, а также из Торгпредства СССР в Италии. По результатам проверки, председателем Комиссии советского контроля Н. В. Куйбышевым и заместителем начальника импортного управления Наркомата внешней и внутренней торговли С. Б. Жуковским, на имя председателя Комиссии партийного контроля Л. М. Кагановича была направлена служебная записка «О недостаточном контроле Торгпредства СССР в Италии за выполнением оборонных заказов». В ходе проверки многочисленные факты нарушения служебной и финансовой дисциплины нашли своё подтверждение, а вышеупомянутая записка, в числе прочих фактов, констатировала следующее: «Непосредственное руководство и наблюдение за состоянием оборонных заказов должны были осуществлять замторгпреда по импорту т. Шапиро, зав. инженерным отделом т. Сучков и военно-морской атташе т. Чикунский». Данный вопрос рассматривался на отдельном заседании Политбюро ЦК ВКП(б), состоявшемся 27 декабря 1934 года, и был резюмирован следующим образом: «Передать т. Ворошилову на надрание виновных». По результатам «надрания» ряд ответственных работников Торгпредства были «сняты с заграничной работы», военно-морской атташе т. Чикунский отделался выговором, сохранив должность вплоть до назначения в Англию, то есть до февраля 1936 года.

## Репрессии
Исполнял должность военно-морского атташе при полпредстве СССР в Англии до июля 1937 года, после чего являлся заместителем начальника отдела Главного морского штаба РККФ до момента ареста НКВД в день 29 января 1938 года. Обвинительным заключением от 29 мая 1938 года ему инкриминировано участие в антисоветском военном заговоре, «ставившем своей целью свержение Советской власти методами террора, шпионажа, диверсии и вредительства», а также поддержку в 1917 году действий Временного правительства по розыску скрывавшегося в подполье В. И. Ленина. Обвинительное заключение представлено заключённому в день 15 июня 1938 года. Подготовительное заседание ВКВС СССР, состоявшееся 15 июня 1938 года, вынесло решение о предании Л. В. Анципо-Чикунского суду по статьям 58-1б, 58-7, 58-8, 58-11 УК РСФСР. В ходе закрытого судебного заседания сессии Военной коллегии Верховного суда Союза ССР 16 июня 1938 года признан виновным по всем вышеуказанным статьям. Приговор в отношении обвиняемого гласил: «Анципо-Чикунского, Льва Владимировича, лишить военного звания — инженера-флагмана 3-го ранга и подвергнуть высшей мере уголовного наказания — расстрелу, с конфискацией всего лично ему принадлежащего имущества». Приговор о расстреле Льва Владимировича Анципо-Чикунского был приведён в исполнение в Москве, в тюрьме на Лубянке, в тот же день, 16 июня 1938 года.

## Семья
Был дважды женат.
- Первая жена — Юлия Фёдоровна Анципо-Чикунская, 1898 г. р.
- Вторая жена — Ольга Сергеевна Анципо-Чикунская (Кириллова), (1905—1979) приговорена ОСО при НКВД СССР к 5 годам лагерей приговором от 8 июля 1938 года как член семьи изменника родины (ЧСИР). Прибыла из Бутырской тюрьмы Москвы в Акмолинское ЛО 17 сентября 1938 года. Отбыла назначенный судом срок в полном объёме. Была освобождена (10 февраля 1943 года)[10]. Некоторое время оставалась в Акмолинске, затем поселилась на «101-м километре» в гор. Александрове, где снимала угол в одном доме вместе с венгерским писателем Йожефом Ленделом. Когда после повторного ареста Лендела приговорили к пожизненной ссылке, осенью 1949 г. она добровольно приехала к нему в деревню Макарово Дзержинского района Красноярского края. В феврале 1955 г. они вернулись в Москву, в мае оформили официальный брак, в августе выехали в Венгрию, на родину писателя. 16-18 июня 1956 года, по жалобе О. С. Анципо-Чикунской, в ходе рассмотрения материалов дела Л. В. Анципо-Чикунского, Военная коллегия Верховного суда СССР признала обвинения необоснованными. Приговор был отменён, а уголовное дело в отношении Л. В. Анципо-Чикунского прекращено за отсутствием состава преступления. О. С. Анципо-Чикунская умерла в Будапеште 19 августа 1979 г. Похоронена в одной могиле с мужем на кладбище Фаркашрети в Будапеште.

## Место проживания
Находясь в Москве, проживал в гостинице «Националь». По тому же источнику информации расстрелян не в Лубянской тюрьме, а на расстрельном полигоне «Коммунарка» в Московской области.